# くすぐり学園
「小学生くすぐり学園」シリーズは、Toy Willowが発売し、番外編まで含めて全部で15本あるオリジナルビデオ作品である。
毎回小学生女子3人が出演し、くすぐりに耐えながら様々なお題を達成していく。

## 一覧
くすぐり学園Vol.1〜4、幽霊屋敷でオニごっこVol.1〜4、コチョリネーターとオニごっこ1〜2、 エイリアンアブダクト こちょぐりん星人 生体実験の真実!？1〜2、悪夢のくすぐりモンスター、くすぐりんピック1〜2　計15本

## 概要

### 小学生くすぐり学園 Vol.1
出演者
【木戸若菜】【木戸結菜】【佐藤夢】
小学生くすぐり学園シリーズの最初の作品であり、後のシリーズにも度々出演する木戸姉妹のデビュー作。【くすぐり】がタイトルにつく作品は異例であり、また小学生がくすぐりを行うという内容が世間を賑わせた。特に木戸姉妹の妹の結菜がくすぐられるシーンは伝説とも言われ動画サイトでの再生回数は134万回再生、コメント数は8000を超えるなど大きな話題となった。【くすぐり】というジャンルにおいて100万回を超えた唯一の動画であり、結菜への注目の高さがうかがえる。
授業形式で1番成績が悪い生徒が罰ゲームでくすぐられるというくすぐり好きであれば一度は夢見るシチュエーションとなっている。
授業は4つ行われ1時間目は木戸結菜が、2時間目は姉の木戸若菜、3時間目はまたも結菜、4時間目は佐藤夢がくすぐられるなど各々の見所がある構成となっている。
木戸結菜のくすぐりシーン
1時間目に行われた授業の罰ゲームでは最年少の木戸結菜が罰ゲームを受ける事になったシーンは再生回数が134万回を記録しており未だに破られていない。

### 小学生くすぐり学園番外編 幽霊屋敷でオニごっこ Vol.1
番外編としては最初の作品
出演者:杏なつみ、小野寺沙羅、木戸ゆい
なつみは見せパンとしてブルマを着用していたが、沙羅とゆいは普通のパンツを着用していた。
1.ベッドルームでくすぐり
幽霊屋敷に潜入しボールをとってくるよう指示されるが、オバケに捕まってしまいくすぐられる。そしてバンザイの状態で柵に掴まり柵から手をはなさずにくすぐりに耐えると解放される。
ゆい
他の2人はスカートを履いていたのに対してゆいはホットパンツを履いていたが、くすぐられて暴れているうちにホットパンツの隙間からパンツが見えてしまう状態になってしまった。さらに、服の丈が短かったこともあり、本編中に何度もおへそが見えてしまう。
なつみ
最初は比較的大人しくてくすぐりに対してある程度耐性があるかのように思われるが、脇の下をハケでくすぐられたり素手で脇腹をくすぐられたりするとかなり苦しそうであった。
沙羅
最初ミニモップで執拗に脇の下を攻められかなり苦しそうであったし、ハケによる足の裏のくすぐりもとても苦しそうであった。その後、素手で腰周辺をくすぐられた瞬間一発で柵から手を離してしまった。そこからラストまでひたすら腰〜脇腹をくすぐられていたのだが、そうしているうちにスカートがめくれてきてしまいパンツ丸見えの状態になった。残念ながら、見せパンとしてブルマなどを履いていなかった。しかし、オバケはそんなことお構いなしに最後までひたすらくすぐっていた。
2.ロデオマシーンに乗りながらくすぐり
同じく幽霊屋敷の地下室に行きボールを取ってくるように指示されるのだが、またしてもオバケに捕まってしまいくすぐりの餌食に。今度は平たいたらいにピンポン玉をのせて、それを頭の上に手で支えながら乗せくすぐりに耐えるというようなものだ。
ゆい
最初のハケを使ったくすぐりの時は、オバケと会話するなど余裕そうであったが、素手で脇腹をくすぐられた瞬間ノックアウト。暴れすぎてまたしてもホットパンツからパンツがはみ出てしまった上に、あまりのくすぐったさによだれを垂らしてしまった。
なつみ
最初のハケを使ったくすぐりの時では、脇の下のくすぐりが苦しそうであった。そして素手で脇腹をくすぐられると、とてもくすぐったそうではあったが、なんとか手を頭の上に乗せた状態でキープしていた。しかし、脇の下をダイレクトに素手でくすぐられると流石にフォームが崩れてしまった。
沙羅
最初はたらい無しの状態でミニモップでくすぐられていたが、オバケにバンザイするように言われ脇の下をくすぐられると苦しそうな表情に。その後、他の2人と同様に脇腹を素手でくすぐられるとすぐにノックアウト。

### 小学生くすぐり学園番外編 幽霊屋敷でオニごっこ Vol.2
出演者:木戸わかな、深田芹菜、星☆美優
わかなは見せパンとしてブルマを着用していたが、芹菜と美優は普通のパンツを着用していた。。
幽霊屋敷シリーズの中では1番くすぐりが激しいシリーズであると思われる

1.ベッドルームでくすぐり
幽霊屋敷に潜入しボールをとってくるよう指示されるが、オバケに捕まってしまいくすぐられる。そしてバンザイの状態で柵に掴まり柵から手をはなさずにくすぐりに耐えると解放される。
わかな
最初ミニモップで脇の下をくすぐられた時から激しく暴れてしまい、ブルマの下からパンツがはみ出た。ブルマを履いている意味がなくなってしまった。オバケは全身を執拗以上にくすぐり、脇の下のくぼみに指を入れてくすぐられるとあまりのくすぐったさに柵から手を離してしまった。
美優
なぜか美優は柵に掴まらない状態でのくすぐり。くすぐられていることへの羞恥心からか顔を赤らめていた。あまり声を出してはいなかったがくすぐったさで少し暴れてしまい、スカートがめくれパンツ丸見えの状態になってしまった。しかし、くすぐりの激しさはわかなの時に比べて3分の1程度であった。
芹菜
最初ミニモップで脇の下をくすぐられた時からくすぐったそうで最終的に素手での上半身くすぐりに耐えることができず、柵から手を離してしまった。くすぐりの激しさも戻っていた。カメラのアングルが足の下からが多かったせいでパンツが見える状態が長く続いてしまった。
2.ロデオマシーンに乗りながらくすぐり
同じく幽霊屋敷の地下室に行きボールを取ってくるように指示されるのだが、またしてもオバケに捕まってしまいくすぐりの餌食に。今度は平たいたらいにピンポン玉をのせて、それを支えながらくすぐりに耐えるというようなものだ。
わかな
最初の全身ハケでのくすぐりから苦しそうでその後の素手でのくすぐりに耐えることができず、全てのピンポン玉落としてしまった。
美優
最初の全身ハケでのくすぐりから苦しそうでその後の素手でのくすぐりに耐えることができず、全てのピンポン玉落としてしまった。
芹菜
最初の全身ハケでのくすぐりから苦しそうでその後の素手でのくすぐりに耐えることができず、全てのピンポン玉落としてしまった。またデニムのミニスカートを履いていたこともありパンツが見えてしまうシーンが多かった。

### 小学生くすぐり学園番外編 幽霊屋敷でオニごっこ Vol.3
出演者:葵果子、木戸ゆい、水嶋麻里亜
3人とも見せパンとして白色のアンスコを着用していた。
今回から初の3ステージ制になった。
1.ベッドルームでくすぐり
幽霊屋敷に潜入しベッドルームをリポートしているとくすぐりオバケに遭遇。オバケに捕まってしまいくすぐられる。そしてバンザイの状態で柵に掴まり柵から手をはなさずにくすぐりに耐えると解放される。
ゆい
猫じゃらし、ハケなどで脇の下と足の裏中心にくすぐられ最後は素手で脇腹をくすぐられて苦しそうだったがなんとか耐えきった。
果子
同じく脇の下や足の裏を中心にくすぐられていたが、ノースリーブのワンピースを着ていたためダイレクトに脇の下をくすぐられ余計にくすぐったかったように思える。特に猫じゃらしをで脇の下をくすぐられるのは本気でくすぐったかったのではないか。見た目の清楚なイメージとは裏腹に今回の3人の中では1番激しく暴れていた印象があり、ワンピースが腰ぐらいまでめくれアンスコが丸見えの状態になってしまった。またベッドの敷布団をひっくり返すほど悶絶していたが、なんとか手を離さず耐えきった。
真理亜
果子と同じくノースリーブの服を着ていたため猫じゃらしで脇の下をくすぐられた時には辛そうな表情をしていた。最後は素手で脇腹をくすぐられたが、なんとか耐えきった。
3人でくすぐり合戦
真理亜が脇の下をゆいに素手で集中的にくすぐられてしまい悶絶
2.地下室でくすぐり
幽霊屋敷の地下室にリポートに行くが、またしてもオバケに遭遇し捕まってしまう。そして今度は様々なポーズでくすぐりに耐えると解放となる。
ゆい
最初のポーズで脇腹〜脇のくすぐりに耐え、続けて上体反らしのポーズへ。膝の裏をくすぐられた後、靴下を脱がされ足の裏をくすぐられていた。最後は四つん這いの状態で主に脇腹をくすぐられいたが、なんとか耐えきった。
果子
最初のポーズで苦手な膝小僧のくすぐりになんとか耐え、続けて上体反らしのポーズへ。膝の裏をくすぐられた後、靴下を脱がされ足の裏をくすぐられていた。最後は四つん這いの状態で主に脇腹をくすぐられいたが、なんとか耐えきった。
真理亜
最初のポーズではマジックハンドでの脇腹のくすぐりに耐え、続けて上体反らしのポーズへ。膝の裏をくすぐられた後、靴下を脱がされ足の裏をくすぐられていた。最後は四つん這いの状態で主に脇腹をくすぐられいたが、なんとか耐えきった。
3.風船を両手両足で支えながらのくすぐり
これが幽霊屋敷シリーズ今作から初登場のステージ。寝転んだ状態で、足を頭の方に持っていき両手両足で空中で風船を支えながらくすぐられる(いわば、まんぐり返しのような状態)。当然スカートを履いているとパンツ丸見えになり、しかもお尻を前に突き出すという非常に恥ずかしい格好になってしまう。風船を最後まで落とさなければクリアとなる。おそらくこのステージが追加され、可愛い絵柄のパンツがずっと丸見えはまずいので、全員普通のパンツではなく見せパンを履いていたのだろう。
ゆい
マジックハンドなどの道具で太ももや足の裏中心に攻められ最後は脇周辺を素手でくすぐられたが、なんとか耐えきった。カメラマンの裁量かアンスコがほとんど映らないカメラワークであった。
果子
マジックハンドが太ももに触れた瞬間大きな声で笑い出したり、か弱い声で「風船が飛んでっちゃう」「風船ちゃんと持ってるよ」と言うのは見ている者の心を掴むであろう。そして最後に素手でノーガードの脇の下をくすぐられた時に顔が辛そうな表情になっていった。素手でくすぐられている時に幽霊の髪の毛が太ももに触れていたのもくすぐったかったらしい。足を大きく開きカメラワークも多彩で終始真っ白なアンスコが丸見えであった。いくら見せパンとはいえずっと丸見えは恥ずかしいのではないか。
真理亜
マジックハンドがノーガードの脇の下をくすぐり始めると笑い出し、その後もふさふさ系の道具で足中心にくすぐられていた。最後に素手で足の裏をくすぐられた時には、足の裏がぎゅっと丸くなるくらいくすぐったかったらしい。アンスコは終始丸見えの状態であった。

### 小学生くすぐり学園番外編 幽霊屋敷でオニごっこ Vol.4
出演者:葵果子、金子美穂、山崎れい
3人とも見せパンとして白色のアンスコを着用していた。
金子美穂はくすぐり学園シリーズに出演している子の中で1番と言ってもいいほどくすぐりに弱い
1.ロデオマシーンに乗りながらくすぐり
病室をリポートするように言われるが、そこでオバケに遭遇し追いかけられて捕まってしまう。ロデオマシーンに揺られながらくすぐりに耐え落ちなければ解放となる。
果子
ミニモップや猫じゃらしで全身くすぐられるが、1番くすぐったそうな反応を示したのは左肩周辺。色々な作品を見ていると果子は日によってくすぐりに弱い箇所が変わるような気がする。ハケでノーガードの脇の下を1分ほど集中的にくすぐられると表情が辛そうになっていった。最後に素手で全身をくすぐられ悶絶しながらも、なんとか落ちずに耐えた。
美穂
この日の衣装がデニムの超ミニスカートであったこともあり、ロデオマシーンに座っただけでアンスコが見える状態になってしまった。脇の下をくすぐるためにオバケにバンザイさせられると、すかさず反対の手で脇の下を隠すことから分るように脇の下をくすぐられることが超苦手である
れい
ふさふさ系の道具で太ももをくすぐられている時が一番辛そうだった。脇の下をくすぐられていたが、他の2人と違いノーガードではなかったので少しはくすぐったさを軽減できたのではないか。
2.地下室でくすぐり
廃病院の地下室にリポートに行くが、またしてもオバケに遭遇し捕まってしまう。そして今度は様々なポーズでくすぐりに耐えると解放となる。
果子
最初は大の字のような格好でくすぐられる。脇の下をミニモップでくすぐられるとポーズが少し乱れた。次はお尻を突き上げたような姿勢でくすぐられる。スカートを履いていたので当然アンスコ丸見えの状態。太もも裏を中心にくすぐられる。最後に四つん這いの姿勢。素手で脇腹をくすぐられると悶絶し始めずっと叫んでいた。
美穂
大の苦手な腋の下のくすぐりからスタート。次の姿勢と最後の姿勢では脇腹をくすぐられた瞬間ポーズが一瞬で乱れた。
れい
終始口を大きく開けて大声で笑っていたのが印象的
3.風船を両手両足で支えながらのくすぐり
前シリーズから登場したステージ。寝転んだ状態で、足を頭の方に持っていき両手両足で空中で風船を支えながらくすぐられる。当然スカートを履いているとパンツ丸見えになり、しかもお尻を前に突き出すという非常に恥ずかしい格好になってしまう。風船を最後まで落とさなければクリアとなる。
果子
他の2人と違いヒラヒラしたスカートを履いていたためアンスコのお尻のレースまで丸見え。脇の下や太ももをくすぐられ最後に素手でくすぐられると風船を離してしまった。
美穂
太ももを中心にくすぐられ素手でくすぐられると危うく台から落ちそうになっていた。
れい
やはり終始口を大きく開けてゲラゲラ笑っていた。太ももを撫でるようにくすぐられるのがきつそうだった。
エンディング
最後に幽霊に果子を全員でくすぐれば解放すると言われて渋々同意。果子に集中攻撃。全身をくすぐられあばれまわりチラチラとアンスコが見えた。くすぐられ終わると魂が抜けたような顔をしていた。

### くすぐり学園番外編 未来からの刺客 コチョリネーターとオニごっこ1
出演者:金子美穂、ありさ、れいな
3人とも見せパンとしてブルマを着用していた。
今回の作品は脇のくすぐりが多め

未来からやって来たコチョリネーターは未来の戦争で人間側のリーダーになるくすぐりに弱い女の子を探しに来た。
1.抱き枕に抱きついてくすぐり
未来からきたコチョリネーターに捕まってしまいくすぐられる。抱き枕を抱きしめて離さないようにくすぐりに耐える。
美穂
最初は下半身から攻められふくらはぎあたりを素手くすぐられると反応した。次に上半身。マジックハンドで脇をくすぐられると笑い出した。その後も脇の下を集中的にくすぐられた。やはり素手で脇の下をくすぐられた瞬間すぐに反応。最後の素手くすぐりは大暴れして抵抗。
ありさ
足の裏をマジックハンドでくすぐられると足が抵抗。その後も足の裏を素手でこちょこちょされたりして苦しそうな表情。
しかし、上半身に移って脇の下をハケや素手でくすぐられても反応せず。脇の素手こちょこちょがくすぐったくないのはなかなか凄い。その後お腹をくすぐられると笑い出した。どうやらお腹が弱点らしい。
れいな
下半身のくすぐりはあまり反応せず。脇の下をハケでくすぐられるのには耐えれたが、素手でくすぐられるのには耐えられず抱き枕を離してしまいそうになった。そして最後まで脇の下を集中攻撃。
2.眠った状態でくすぐり
コチョリネーターに気絶させられ眠った状態でくすぐり
美穂
ハケと猫じゃらしで脇の下をくすぐられると眠りながら抵抗した。足のくすぐりには大きな反応を示さなかったが、最後に素手で色々な場所をくすぐられると眠ってるとは思えないぐらい大暴れ。
ありさ
脇の下を猫じゃらしで高速でくすぐられるとさっきと違い顔が辛そうになった。しかし、その後の足の裏のくすぐりの方がつらそうだった。
れいな
猫じゃらしとハケで脇の下をくすぐられるのは大丈夫そうだったが、先端にスポンジ製の手がついた棒で脇の下を突くようにくすぐられると辛そうだった。下半身は特に反応示さず。
3.風船を両手両足で支えながらのくすぐり
寝転んだ状態で、足を頭の方に持っていき両手両足で空中で風船を支えながらくすぐられる。当然スカートを履いているとパンツ丸見えになり、しかもお尻を前に突き出すという非常に恥ずかしい格好になってしまう。いくらブルマとはいえずっと丸見えの状態は恥ずかしいのではないか。風船を最後まで落とさなければクリアとなる。
ありさ
道具を使ったくすぐりではあまり動じていなかったが、素手でくすぐられると風船を離してしまいブルマ丸見えの状態でくすぐられた
　れいな
　脇の下をマジックハンドでくすぐられると風船を離してしまった
　美穂
　下半身のくすぐりにはあまり動じずにいたがハケで脇の下をくすぐられたところから大暴れ。暴れすぎてブルマがお尻に食い込んできたのかブルマのズレを直すような仕草も見られた。素手で脇〜脇腹をくすぐられると悶絶。

4.ロデオマシーンに乗ってくすぐり
ロデオマシーンに乗りながらタライのジェンガを崩さないようにする
美穂
一言で表す。くすぐりに弱すぎ、暴れすぎ
ありさ
脇の下を指でこちょこちょされるとジェンガが崩れた
れいな
脇の下を指でこちょこちょされるとジェンガが崩れた
罰ゲーム→美穂
コチョリネーターに1分間ジェンガを崩さずにくすぐりに耐えたら解放でジェンガを崩せば追加でくすぐりと言われるが、美穂が1分間もくすぐりに耐えられるはずもなくOUT。コチョリネーターに手を持たれバンザイさせられてありさとれいなに脇〜脇腹をくすぐられるが必殺大暴れで対抗。

### くすぐり学園番外編 未来からの刺客 コチョリネーターとオニごっこ2
出演者:葵果子、水嶋真理亜、山崎れい
全員見せパンとして白のアンスコ着用。また、くすぐり学園シリーズ人気子役の果子が黒と白のシマシマのニーハイを履いていた点は人気だったらしい。
また未来からやって来たコチョリネーターは未来の戦争で人間側のリーダーになるくすぐりに弱い女の子を探しに来た。

1.吊り革に掴まってくすぐり
電車の中でコチョリネーターに捕まってしまい、吊り革に掴まりバンザイの状態でくすぐりに耐える。
果子
猫じゃらしやハケで脇周辺をくすぐられ体を揺らしていた時にローアングルのスカートの下からのカメラワークだったせいでアンスコがチラチラ見えた。最後は素手で高速で脇腹を揉むようにくすぐられ悶絶。
れい
果子と同じく脇を中心にくすぐられ顔がくしゃっとなったり苦しそうであった。最後の素手での高速くすぐりでは、薄めの服を着ていたので他の2人とは違い指を滑らすように上半身をくすぐられたため、くすぐったさが体全身を巡っていたように見えた。悶絶していた。そもそもピンと張らされた脇〜脇腹をくすぐられてくすぐったくないはずがない。
真理亜
他の2人と違いノースリーブの服を着ていたので猫じゃらしやハケで脇の下をダイレクトにこちょこちょされていた。身長が低いのでローアングルのカメラでアンスコが見えた。最後の素手での高速くすぐりでも辛そうだった。

2.柵に掴まってくすぐり
柵に両手で掴まった状態でくすぐられる
果子
激しい場面はないが猫じゃらしで膝の裏をくすぐられるのは苦手らしい。その後、脇腹を指で押すようにくすぐられると辛そうな顔になった。
れい
上記と同様
真理亜
身長が低いのでアンスコがチラチラ見えた。

3.風船を両手両足で支えながらのくすぐり
いつもに人気シーン。パンツ丸見え。
果子
ヒラヒラのミニスカートだったアンスコのレース部分まで丸見え。その後も終始真っ白なアンスコが丸見え。素手でくすぐられと一瞬だけアンスコの前方部分が見えるというレアシーンがある。そして、終盤はアンスコにドアップシーンが続く。
れい
タイトスカートのためあまりアンスコは見えない。
真理亜
アンスコは丸見えであったが、レースの部分までは見えなかったため、まるで生パンツを履いているかのように思えた。

### くすぐり学園番外編 エイリアンアブダクト こちょぐりん星人生体実験の真実!?
出演者:木戸ゆい、木戸わかな、金子美穂
全員見せパンとしてブルマを着用していた。
地球人の生態を探るため宇宙からこちょぐりん星人がやってきて様々なくすぐり実験を行う。

1.眠った状態でくすぐり
気絶した状態で様々な道具で体をくすぐられる
美穂
ハケで太ももあたりをくすぐられた時、スカートの中をくすぐられないようにするためスカートを押さえていた。足の裏や脇をくすぐられるのは弱いらしい。
わかな
くすぐったくて眠っているとは思えないほど笑っていた。
ゆい
最初は静かだったが、靴下を脱がされ足の裏をハケでくすぐられると笑い声がもれ始めた。その後、土踏まずを指でくすぐられると暴れ出した。スカートがちょっとずり上がりブルマがチラ見え。
2.犬に足の裏を舐められるくすぐり
足の裏に餌を塗られ犬に足の裏を舐められるくすぐり
わかな
黒パンが見えるシーンがあるが、少し生のパンツがはみ出てるようにも見える。
ゆい
足の裏をペロペロ舐められてくすぐったそうだった。
美穂
足の裏をペロペロ舐められてくすぐったそうだった。黒パンが見えるシーンも少しあった。
3.バランスボールに抱きついてくすぐり
バランスボールに抱きついてくすぐられても離さないようにする
美穂
スカートの下からのカメラアングルで黒パンが丸見え。めくれてきたスカートを直す仕草が何度かあった。
わかな
黒パンが少し見えた
ゆい
余程くすぐったかったのか、終始大暴れでスカートはめくれ黒パンが丸見え。特に恥じらいもなかったのかスカートを直すこともしていなかった。
4.3対1でくすぐり
ベッドに寝転んだ状態で3人からくすぐられる
ゆい
終始大暴れしていて常に黒パンが丸見えだった。暴れすぎて足を大きく開いて黒パン丸見え、スカートが腰までめくれていたが、くすぐったさが勝って全く恥じらいが無い様子だった。
わかな
ゆいほど暴れてはいなかったが途中で大開脚してしまい黒パン丸見えのシーンがあった。流石に恥ずかしかったのか、ちゃんとスカートを直していた。
美穂
スカートが徐々にめくれていき黒パンが見えるシーンが何度かあったが、その都度スカートを直していた。
5.風船を両手両足で支えながらくすぐり
いつものまんぐり返しの状態でのくすぐりだが、体操服に着替えていたため下着が丸見えのシーンはなかった。
わかな
足を重点的に責められくすぐったそうだった。最終的に風船を離してしまった。
ゆい
体全体をくすぐられ風船を落としてしまった。
美穂
膝の裏をくすぐられているのが辛そうだった。最終的には風船を離した。
罰ゲーム→美穂
バンザイの状態で柵に掴まり柵から手をはなさずにくすぐりに耐える。しかし、服の中にハケを入れられて脇をくすぐられるなど全身を激しくくすぐられるのに耐えられず、何度も柵から手を離してしまった。
6.だるまさんが転んだをしながらくすぐり
だるまさんが転んだで止まる度にくすぐられて1番最初に動いた人が罰ゲーム
罰ゲーム→わかな
美穂と同様かなり激しいくすぐりであったが何とか柵から手を離さずに耐えきった。

### くすぐり学園番外編 エイリアンアブダクト こちょぐりん星人生体実験の真実!? 2
出演者:葵果子、木戸わかな、水嶋真理亜
全員見せパンとしてブルマを着用していた。果子の黒パンの右側のお尻に当たる部分にウサギのワッペンのようなものが刺繍されていた。
またまた地球人の生態を探るため宇宙からこちょぐりん星人がやってきて様々なくすぐり実験を行う。
1.眠った状態でくすぐり
眠った状態で体のいろいろな箇所をくすぐられる
果子
くすぐりには強く最初の方は首以外ではほとんど動じていなかった。バンザイをさせられて腋の下をハケでくすぐられても平気そうだった。しかし、こちょぐりん星人も負けじと素手でくすぐり始めた。すると、素手で腋や脇腹をこちょこちょされるのはくすぐったかったのか、体が動き始めた。そして、最後にはバンザイの状態で脇の窪みを強めにくすぐられると流石に我慢できずバンザイを崩してしまった。後に別の作品で、この瞬間のくすぐりは最強にくすぐったかったと言っている。また、最後の方はパンツ丸見えだった。
真理亜
バンザイで腋の下をハケやマジックハンドでくすぐられると少しくすぐったそうだった。その後、猫じゃらしで足の裏をくすぐられるのもくすぐったそうだった。
わかな
最初は猫じゃらしで腋の下をくすぐられたが、くすぐったそうだった。その後も腋の下を猫じゃらしで集中的にくすぐられていた。靴下を脱がされ引き続き猫じゃらしで足の裏をくすぐられたが、これも弱かった。他の2人は猫じゃらし以外のアイテムも使ってくすぐられていたが、この子は猫じゃらしで十分くすぐったそうだったので、終始猫じゃらしでくすぐられていた。
2.犬に足の裏を舐められるくすぐり
足の裏にペースト状の餌を塗られ犬に足の裏を舐められる
真理亜

## 出演子役一覧
深田芹奈
くすぐりに弱い箇所:脇の下、脇腹

### 葵果子
くすぐりに弱い箇所:腰、足の裏、膝小僧

### 杏なつみ
くすぐりに弱い箇所:脇の下、お腹周辺

### ありさ
くすぐりに弱い箇所:足の裏、お腹

### 小野寺沙羅
くすぐりに弱い箇所:脇の下

### 金子美穂
くすぐりに弱い箇所:上半身全般

### 木戸結衣奈
このシリーズの初作品である【くすぐり学園vol1】で初登場。非常にくすぐりが弱く暴れまわってしまう姿がくすぐりファンから注目されるきっかけとなった。
1時間目の授業で早速罰ゲームの対象になると3人がかりのくすぐりに悶絶。姉の若菜、佐藤夢らに加えて先生役の女性陣のくすぐりは容赦なく、非常に見応えのある映像となっている。白のワンピースで中は下着が見えないようスパッツを着用していた。本来であれば3人とも罰ゲームを受ける予定であったが結衣菜のあまりの弱さにスタッフ陣が彼女だけにした事を後日談で語られている。
続く幽霊屋敷オニゴッコシリーズにも出演。今度はスカートではなく、短パンであったが隙間からパンツがはみ出ていた。基本的には幽霊1人からくすぐられるが、最後のシーンでは仲間であったはずの星美優や金子美穂らが加勢。またもや3人がかりの複数くすぐりの刑にあった。ここでも前回同様スタッフの計らいがあったとされるが真相は不明である。
くすぐりに弱い箇所:首、足の裏

### 月森わかな(旧名：木戸若菜)
くすぐりに弱い箇所:太もも、脇の下

### 星☆美優
くすぐりに弱い箇所:脇の下

### 水嶋真理亜
くすぐりに弱い箇所:脇の下、足の裏

### れいな
くすぐりに弱い場所:脇の下

### 山崎れい
くすぐりに弱い箇所:脇の下、足の裏